# Malaconothrus dorsofoveolatus
Malaconothrus dorsofoveolatus är en kvalsterart som beskrevs av Hammer 1979. Malaconothrus dorsofoveolatus ingår i släktet Malaconothrus och familjen Malaconothridae. Inga underarter finns listade i Catalogue of Life.